# Phạm Quang Tiến
Phạm Quang Tiến (chữ Hán: 范光進, 1530-?) Người làng Lương Xá, huyện Thiện Tài, trấn Kinh Bắc (nay thuộc xã Phú Lương, huyện Lương Tài, tỉnh Bắc Ninh). Đỗ Đình nguyên Thám hoa khoa Ất Sửu, niên hiệu Thuần Phúc thứ 4 (1565) thời Mạc Mậu Hợp. Ông làm quan Đông các Đại học sĩ, được cử đi sứ sang nhà Minh (Trung Quốc) và mất trên đường đi. Sau khi mất, ông được truy tặng chức Tả Thị lang.
Cùng quê với ông còn có Vũ Giới đỗ Trạng nguyên của nhà Mạc sau ông 13 năm. Tiếp đến còn có Nguyễn Cư Nhân, người xã Ông Lâu (nay là thôn Phú Lâu, xã Phú Lương, huyện Lương Tài, tỉnh Bắc Ninh), đỗ Đệ tam giáp Đồng Tiến sĩ-Khoa thi năm Mậu Dần (1518), làm quan Nhà Mạc tới chức Thượng thư, Chưởng Hàn lâm viện sự, tước Đạm Hà bá.